# Vorselaar
Vorselaar és un municipi belga de la província d'Anvers a la regió de Flandes. Limita al nord-oest amb Zoersel, al nord amb Malle, al nord-est amb Lille, a l'oest amb Zandhoven, al sud amb Grobbendonk i al sud-est amb Herentals.

## Evolució de la població

### Seglexix
| Any      | 1806  | 1816  | 1830  | 1846  | 1856  | 1866  | 1876  | 1880  | 1890  |
| -------- | ----- | ----- | ----- | ----- | ----- | ----- | ----- | ----- | ----- |
| Població | 1.308 | 1.359 | 1.603 | 1.784 | 1.901 | 1.936 | 1.812 | 1.780 | 1.914 |
|          |       |       |       |       |       |       |       |       |       |

### Segle XX (fins a 1976)
| Any      | 1900  | 1910  | 1920  | 1930  | 1947  | 1961  | 1970  | 1976  |  |
| -------- | ----- | ----- | ----- | ----- | ----- | ----- | ----- | ----- |  |
| Població | 2.061 | 2.387 | 2.958 | 3.730 | 4.514 | 5.183 | 5.506 | 5.685 |  |
|          |       |       |       |       |       |       |       |       |  |

### 1977 ençà
| Any       | 1977  | 1980  | 1985  | 1990  | 1995  | 2000  | 2005  |
| --------- | ----- | ----- | ----- | ----- | ----- | ----- | ----- |
| Població  | 5.685 | 6.091 | 6.504 | 6.788 | 7.089 | 7.353 | 7.282 |
| Font: NIS |       |       |       |       |       |       |       |

## Personatges
- Jozef-Ernest van Roey, cardenal primat de Bèlgica.